# Александар Арнаутовић
Александар Арнаутовић (Пирот, 11. децембар 1888 – Београд, 14. септембар 1982) био је српски књижевник, публициста и професор.

## Биографија
Завршио је основну школу у Пироту а гимназију у Београду. Наставио је школовање у главном граду па је уписао студије језика и књижевности на Филозофском факултету у Београду на групи за југословенску књижевност. Још као студент почиње да пише и да објављује радове. После студија је био запослен у Трећој београдској гимназији а био је и референт за домаћу драму у Народном позоришту у Београду. Са појавом балкански ратова, Арнаутовић је прекинуо свој рад и за то време је боравио у Француској до 1937. године. У Француској се са познатијим људима оформљује и заговара формирање предлога наше делегације на Конференцији у Паризу. Током боравка у Француској је обављао више послова: био је директор Просветног одељења српског посланства у Француској, просветни референт у Посланству и главни секретар Културног одбора српско-хрватско-словеначких интелектуалаца у Паризу и радио је као уредник часописа Реви Југослав.
У току боравка у Паризу се бавио публицистичким радом. Радио је и као предавач српског језика и југословенске књижевности у Националној школи за источне језике. Такође је одбранио и своју докторску дисертацију у Француској, у Сорбони 1927. године, а тема је била о писцу Анри Беку.
После повратка у земљу, постављен је на место инспектора Министарства просвете 1937. године а две године касније је постављен на место управника Државне архиве. До 1941. године је остао на том месту све док га Немци нису ухапсили. Том приликом су га истерали из стана у коме је живео и под притисцима, био је условљен да се хитно пензионише. За то време, све до ослобођења, није прихватао понуде да ради као сарадник у часописима.
По окончању окупације, радио је као сарадник у САНУ на изради Речника и Енциклопедије Југославије.
Умро је 1982. године. Сахрањен је на Новом гробљу у Београду.
Његове ћерке, Анђица и Маргерита су основале Фонд Александар Арнаутовић 1998. године у Архиву Србије. Циљеви Фонда јесу додељивање заслужним архивистима награда Златна архива. Такође су основале фонд под истим називом 2004. године на катедри за српску књижевност Филолошког факултета Универзитета у Београду.

## Радови
Као студент је објављивао радове у Српском књижевном гласнику, у чешком часопису Словенски преглед, Летопису матице српске и Одјеку.
Његова прва књига под називом Владимир М. Јовановић је објавио 1909. године. Годину дана касније је почео да ради на својој новој књизи - Штампарије у Србији у 19. веку која је штампана тек 1912. године .
Написао је рад под називом Позориште у Србији од 1806. до 1850. године како би положио професорски испит. Ментор му је био познати Јован Скерлић.

## Награде и признања
За време студија је добио своје прве награде и признања: награда Краља Петра I 1909. године. Касније су то биле: Албанска споменица 1921. године, Орден Светог Саве 1924. године, Спомен плакета Београда 1974. године. У Француској је такође добио бројна признања: Орден просвете 1922. године, Награду Париског универзитета 1927. године, Награду Француске академије наука за књижевну критику 1928. године, Орден легије части - витез 1930. и Орден легије части - официр 1935. године. Добио је и медаљу Француске акадамије наука за допринос афирмацији француског језика 1937. године.